# Raymond Peraudi
Raymond Peraudi (též Péraud nebo Perauldi, 28. května 1435, Saint-Germain-de-Marencennes, Poitou-Charentes, Francouzské království – 5. září 1505, Viterbo, Papežský stát) byl francouzský augustinián, biskup a kardinál.

## Život
V mládí vstoupil do augustiniánského řádu a v blíže neznámé době přijal kněžské svěcení. Těšil se přízni francouzského krále Ludvíka XI. V roce 1482 byl jmenován apoštolským protonotářem papeže Sixta IV.
Roku 1491 se stal biskupem v Gurku. O dva roky později jej papež jmenoval kardinálem-jáhnem a vyslal jej jako legáta na francouzský královský dvůr. Později byl vyslán jako nuncius do Německého království s pravomocemi pro celou severní Evropu. Zemřel ve Viterbu v roce 1505.